# Добра дружина, мудра мати
«Добра дружина, мудра мати» — це фраза, яка символізує традиційний ідеал жіночності в Східній Азії, включаючи Японію, Китай і Корею. Фраза з чотирьох символів «Добра дружина, мудра мати» (також Wise Wife, Good Mother (яп. 良妻賢母, ryōsai kenbo, кит.: 賢妻良母/賢母良妻; піньїнь: xián qī liáng mǔ/xián mǔ liáng qī)) був створений Накамурою Масанао в 1875 році.
Наприкінці 1800-х від жінок у східноазійському суспільстві очікувалося, що вони опанують домашні навички, такі як шиття та приготування їжі, а також розвинуть моральні та інтелектуальні навички, щоб виховати сильних, розумних синів на благо нації. Народження дітей вважалося «патріотичним обов'язком», і хоча ця філософія занепала в Японії після Другої світової війни, феміністські історикині стверджують, що вона існувала там ще в 1980-х роках.
Цей традиційний погляд на жінок так само поширювався в китайському суспільстві на початку 1900-х років і неодноразово критикувався китайськими вченими, такими як Лу Сюнь і Чжу Цзицін. Ця фраза та пов'язані з нею наслідки та ідеали впливали й продовжують впливати на традиційні погляди на жінок у східноазійських суспільствах до сучасності.

## Китай
Традиційно в китайському феодальному суспільстві дружина мусить вважати сім'ю свого чоловіка важливішою за свою власну. Це почуття поширене й донині, особливо в сільській місцевості. Відносини між свекрухою і невісткою і відносини між батьком і сином важливіші, ніж відносини між чоловіком і дружиною. Дружина завжди повинна бути покірною чоловікові, вона не може бути ні образливою, ні ревнивою. Чоловік має обов'язки поза домом, а дружина — внутрішні, і вони не заважають виконувати завдання одне одного. Щоб виконувати роль «доброї дружини, мудрої матері», жінка повинна відповідним чином виховувати своїх дітей. Оскільки китайські сім'ї наголошують на процвітанні, дружина також повинна бути не тільки плідною, вона повинна народжувати синів і виховувати їх, щоб вони могли досягти успіху в суспільстві.

## Японія
Фраза «добра дружина, мудра мати» з'явилася в другій частині періоду Мейдзі наприкінці ХІХ століття. Під час Другої світової війни її використовували, щоб підтримувати консервативну, націоналістичну та мілітаристську державну політику та допомагати капіталістичній економіці, що розвивається. З кінця 1890-х років до кінця Другої світової війни ця фраза ставала все більш поширеною в ЗМІ та на вищих рівнях державних і приватних шкіл для дівчат. Протягом 1890-х «добру дружину, мудру матір» викладали лише на вищих рівнях, де навчалися дівчата з еліти, вищого класу. Її було введено до навчальної програми початкової школи, коли вийшов перегляд підручників етики 1911 року.
Виконувати цю роль жінок привчав націоналізм. Імперія хотіла запобігти вторгненню Заходу. У той час як західні країни вдосконалювали соціальні права жінок, такі як виборче право, Японія тільки починала протистояти жіночим рухам. Японія намагалася встановити роль жінки та контролювати нові соціальні рухи через регулярну освіту та заборону соціальних і політичних прав.

## Використання та критика
Наразі ця фраза має суперечливі значення. У той час як деякі люди використовують її для позначення жінки з традиційними характеристиками матері та дружини, багато інших використовують її для критики упереджень щодо жінок.
Для феміністок ідея «добра дружина, мудра мати» приховує справжній намір відмовити жінкам у рівності в освіті, професії та шлюбі.

## Подальше читання
- 小山静子、『良妻賢母という規範』、東京：勁草書房、1991.
- 小山静子、『家庭の生成と女性の国民化』、東京：勁草書房、1999.
- Перетворення сільських жінок на «добрих дружин і мудрих матерів» у довоєнній Японії